# Jean Bourgain
Jean Bourgain, född 28 februari 1954 i Oostende, död 22 december 2018 i Bonheiden, var en belgisk matematiker och en framstående forskare inom matematisk analys.
Bourgrain doktorerade vid Vrije Universiteit Brussel (VUB) 1977. Han var senare verksam vid University of Illinois at Urbana-Champaign och fram till sin död verksam vid Institute for Advanced Study vid Princeton University.
Bourgain forskade inom olika delar av matematiken såsom harmonisk analys, ergodteori, geometrin för Banachrum, konvexitet, talteori och icke-linjära partiella differentialekvationer.
Han tilldelades Fieldsmedaljen 1994.
Bourgain invaldes 2009 som utländsk ledamot av Kungliga Vetenskapsakademien.